# Churchill (baia di Hudson)
Churchill (Missinipe in lingua Cree) è un fiume del Canada che sfocia nella baia di Hudson.

## Geografia
Il fiume nasce nel lago Churchill nella parte nord-occidentale del Saskatchewan ed attraversa la provincia di Manitoba in direzione nord-est fino alla foce nella baia di Button, un'insenatura della baia di Hudson, a Churchill. Nel suo corso di 1609 km il fiume attraversa una lunga serie di laghi. Tra questi il Churchill (543 km²), il Peter Pond, il Lac Île-à-la-Crosse, il Wollaston, il Lac La Ronge, il Granville (429 km²) ed il più esteso il Southern Indian Lake di 2015 km². Ha un bacino di 281300 km2 ed una portata di 1200 m³/s.
Riceve moltissimi affluenti, tra questi il Beaver ed il Reindeer.

## Storia
Il Churchill è stato da sempre una via d'acqua importante per le popolazioni indiane Cree e Chipewyan.
Il fiume è stato chiamato Churchill in onore di John Churchill, I duca di Marlborough, governatore della Compagnia della Baia di Hudson, dal 1685 al 1691. Nel 1717 la Hudson Bay Company costruì una stazione commerciale destinata a divenire la futura città di Churchill alla foce del fiume e nel 1741 questa venne potenziata con la costruzione di un forte. Nel 1774-75 il fiume fu esplorato dal commerciante di pellicce Joseph Frobisher che stabilì un collegamento dal Churchill a Montréal. Nel 1792 Alexander Mackenzie navigò il fiume nel suo viaggio verso il Pacifico.

## Ambiente
Le acque del Churchill sono sfruttate per produrre elettricità fin dagli anni venti. Ciò ha comportato una riduzione del flusso del fiume con un impatto ambientale negativo sulla fauna ittica, sugli uccelli e sui mammiferi. In estate i beluga risalgono il fiume nei pressi della foce.